# Mindella
Mindella es un género de insecto coleóptero de la familia Chrysomelidae.

## Especies
Las especies de este género son:
- Mindella leyteana Medvedev, 1995
- Mindella luzonica Medvedev, 1995